# Saptadanta
Saptadanta is een geslacht van weekdieren uit de klasse van de Gastropoda (slakken).

## Soort
- Saptadanta nasika Prashad & Rao, 1934